# Zurab Xarvaixidze
Zurab Xarvaixidze (Suraba Beg) fou príncep d'Abkhàzia fins al 1779. Fill de Mamuka I Xarvaixidze va ajudar el seu germà Mamuka II Xarvaixidze en la rebel·lió contra els turcs i va succeir al seu germà quan va morir. Va intentar fer les paus amb els otomans. El 1779 va ser deposat i es va proclamar príncep Lleó Xarvaixidze.